# Родора Икс
«Родора Икс» (англ. Rhodora X) — филиппинский телесериал, в главных ролях снимались: Дженнилин Меркадо, Марк Херрас, Ясмиен Курди и Марк Энтони Фернандес. Он транслировался на телеканале GMA Network с 27 января по 30 мая 2014 года.

## Сюжет
Сериал посвящен Родоре, молодой женщине, страдающей диссоциативным расстройством личности, и ситуациям, в которые вовлечены люди вокруг неё.

## В ролях

### Основной
- Дженнилин Меркадо - Родора Феррер Васкес / Беби / Роксанн / Ровена
- Марк Херрас - Хоакин Васкес
- Ясмиен Курди - Анжела Феррер-Акино
- Марк Энтони Фернандес - Нико Ледесма

### Вторичный
- Эрвик Вихандре - Фердинанд «Фердс» Салес
- Бутс Ансон Роа - Ампаро «Панчанг» / «Има» Салес
- Глидел Меркадо - Лурдес Салес Феррер
- Гардо Версоза - Дерик Феррер
- Франк Магалона - Сантьяго «Санти» Васкес
- Ванесса дель Мораль - Пиа Салес Алькантара
- Кен Чан - Райан Ледесма
- Эшли Кабрера - Дженна Васкес / Принцесс Феррер Акино
- Ирма Адлаван - Вивиан Баутиста
- Лолли Мара - Карменсита «Сита» Васкес
- Мартин дель Росарио - Мартин Акино

### Приглашенный актерский состав
- Ар Анхель Авилес - молодая Родора
- Терезе Малвар - молодая Роксанн
- Криста Миллер - Триша